# Ле Юйкоу
Ле Юйкоу (кит. упр. 列圄寇/列禦寇, пиньинь Lìe Yǔkòu) — древнекитайский философ и даосский подвижник.
Сведения о Ле Юйкоу скудны и противоречивы, жизнеописания его не существует. Считается, что он родился в V веке до н. э. в небольшом царстве Чжэн, располагавшемся в междуречье рек Хуанхэ и Янцзы; учение Лао-цзы он воспринял через два поколения даосских учителей. За девять лет, пройдя несколько ступеней очищения и погружения, он вступил в область сверхчувственного знания и овладел сверхъестественными возможностями, после чего возвратился домой. Сорок лет он провёл вместе с учениками на безлюдных окраинах царства среди болот и озёр, где занимался даосским самосовершенствованием. Книга «Ле-цзы», предположительно составленная его учениками, собравшими его изречения и рассказы о нём, является единственным источником информации о его жизни.